# Војо Станић
Војо Станић (Подгорица, 3. фебруар 1924 — 19. новембар 2024) био је црногорски сликар и вајар.
Војо Станић је рођен у Подгорици, а одрастао у Никшићу. Завршио је Академију ликовних уметности, одсек скулптуре, у Београду, после чега је прешао у Херцег Нови. Убрзо се окренуо сликарству, што му је омогућило да боље изрази своју мирољубивост, медитерански дух и интересовање за људе. Његове слике су мале позоришне приче из свакодневног живота, пуне духа. Оне враћају у живот дух ренесансних комедија, представљајући људске слабости, за које такође показују разумевање. Теме из кафића, са мора, или из свакодневног живота често су представљене кроз мешавину са надреалним детаљима и кроз креативан однос ликова и предмета.
Био је један од најзначајнијих савремених црногорских уметника и члан ЦАНУ и ДАНУ. Имао је неколико индивидуалних изложби. Најважнија његова изложба била је на Венецијанском Бијеналу 1997. године.

## Биографија
Рођен је 3. фебруара 1924. године у Подгорици. Отац му се звао Томо, а мајка Даница (рођена Ивановић). Одрастао је у Никшићу, где завршава основну и средњу школу. 1944. године учествује у Народноослободилачком рату као део Шесте црногорске ударне бригаде. Првобитно је учествовао у тешким борбама, али је онда премештен у Штаб бригаде. Цртао је портрете својих сабораца, те почео да ради као илустратор у новооснованом часопису. Демобилисан је у фебруару 1945. године.
Станић је уписао Правни факултет у Београду, али се убрзо исписао. Дипломирао је вајарство на Академији ликовних уметности у Београду 1951. године, у класи професора Алојза Долинара. Првобитно је уписао сликарство, али се одмах пребацио на вајарство. По окончању студија преселио се у Херцег Нови и запослио се као професор у Школи за уметничке занате. Године 1955. је почео да се бави сликарством, а 1956. године је излагао прве портрете и пејзаже у Београду и Подгорици. Почетком шездесетих година завршава споменик Јовану Томашевићу и тако званично престаје да се бави вајарством.
Године 1958. је почео да реди као професор Више педагошке школе на Одсеку за ликовно образовање и остао је на тој позицији до затварања школе, 1965. године. Тиме је Станић постао слободни уметник. Боравци у Паризу 1958. и Риму 1973. и 1974. године утицали су на формирање његовог стила. Његове слике су често смештене у Средоземље, а ликови на њима су су обични, мали људи. Неке слика на улицама и у гужви, а друге оставља усамљене у њиховим собама. Комбиновао је реално и иреално, са елементима фантастичности. Критичари проналазе сличности са надреализмом Ренеа Магрита (René Magritte) и метафизиком Ђорђа де Кирика (Giorgio de Chirico). Станић свој стил није мењао нити прилагођавао трендовима у сликарству; игнорисао је апстрактну уметност тврдећи да је “људски лик врхунски мотив сваке уметности”.
Године 1952. Станић је постао члан Удружења ликовних уметника Црне Горе. Дописни члан Црногорске академије наука и уметности је постао 1977. године, а редовни члан 1985. године. Станић је, такође, члан Матице црногорске. али и црногорског ПЕН центра. 1999. постао је члан Дукљанске академије науке и уметности.
Станићев највећи успех било је представљање Црне Горе на 47. Венецијанском бијеналу 1997. године. Имао је самосталне изложбе у Црној Гори, али и широм света (Подгорици, Херцег Новом, Светом Стефану, Београду, Новом Саду, Сомбору, Загребу, Болцану, Берлину, Ослу, Риму, Њујорку, Москви). У Уметничком музеју Црне Горе у Цетињу, његове слике су део сталне поставке. Добитник је бројних признања и награда за свој сликарски рад.
Станић се оженио Надом Маровић, познатом вајарком из Луштице, 1957. године. Имају сина Тому, пијанисту. Један је од најистакнутијих савремених црногорских сликара.
Преминуо је у 101. години живота.
Његове слике су изложене у низу галерија у Црној Гори, као и у сталној поставци уметничког музеја у Цетињу.